# Gran Premio del Messico 1970
Il Gran Premio del Messico 1970,  IX Gran Premio de Mexico e tredicesima e ultima gara del campionato di Formula 1 del 1970, si è svolto il 25 ottobre sul Circuito Magdalena Mixucha di Città del Messico ed è stato vinto da Jacky Ickx su Ferrari.

## Qualifiche
| Pos | No | Pilota               | Costruttore  | Squadra                           | Tempo   | Gap   |
| --- | -- | -------------------- | ------------ | --------------------------------- | ------- | ----- |
| 1   | 4  | Clay Regazzoni       | Ferrari      | Scuderia Ferrari SpA SEFAC        | 1:41.86 |       |
| 2   | 1  | Jackie Stewart       | Tyrrell-Ford | Tyrrell Racing Organisation       | 1:41.88 | +0.02 |
| 3   | 3  | Jacky Ickx           | Ferrari      | Scuderia Ferrari SpA SEFAC        | 1:42.41 | +0.55 |
| 4   | 15 | Jack Brabham         | Brabham-Ford | Motor Racing Developments Ltd     | 1:43.57 | +1.71 |
| 5   | 12 | Chris Amon           | March-Ford   | March Engineering                 | 1:43.71 | +1.85 |
| 6   | 6  | Jean-Pierre Beltoise | Matra        | Equipe Matra Elf                  | 1:43.82 | +1.96 |
| 7   | 19 | Pedro Rodríguez      | BRM          | Yardley Team BRM                  | 1:44.01 | +2.15 |
| 8   | 14 | Graham Hill          | Lotus-Ford   | Brooke Bond Oxo Racing/Rob Walker | 1:44.13 | +2.27 |
| 9   | 2  | François Cevert      | March -Ford  | Tyrrell Racing Organisation       | 1:44.21 | +2.35 |
| 10  | 9  | Peter Gethin         | McLaren-Ford | Bruce McLaren Motor Racing        | 1:44.46 | +2.60 |
| 11  | 7  | Henri Pescarolo      | Matra        | Equipe Matra Elf                  | 1:44.55 | +2.69 |
| 12  | 23 | Reine Wisell         | Lotus-Ford   | Gold Leaf Team Lotus              | 1:44.59 | +2.73 |
| 13  | 20 | Jackie Oliver        | BRM          | Yardley Team BRM                  | 1:44.70 | +2.84 |
| 14  | 8  | Denny Hulme          | McLaren-Ford | Bruce McLaren Motor Racing        | 1:44.95 | +3.09 |
| 15  | 17 | John Surtees         | Surtees-Ford | Team Surtees                      | 1:45.03 | +3.17 |
| 16  | 11 | Jo Siffert           | March-Ford   | March Engineering                 | 1:46.15 | +4.29 |
| 17  | 16 | Rolf Stommelen       | Brabham-Ford | Auto Motor Und Sport              | 1:46.30 | +4.44 |
| 18  | 24 | Emerson Fittipaldi   | Lotus-Ford   | Gold Leaf Team Lotus              | 1:48.13 | +6.27 |

## Gara
| Pos | No | Pilota               | Costruttore  | Giri | Tempo/Ritiro     | Pos. Griglia | Punti |
| --- | -- | -------------------- | ------------ | ---- | ---------------- | ------------ | ----- |
| 1   | 3  | Jacky Ickx           | Ferrari      | 65   | 1:53:28.3        | 3            | 9     |
| 2   | 4  | Clay Regazzoni       | Ferrari      | 65   | + 24.64          | 1            | 6     |
| 3   | 8  | Denny Hulme          | McLaren-Ford | 65   | + 45.97          | 14           | 4     |
| 4   | 12 | Chris Amon           | March-Ford   | 65   | + 47.05          | 5            | 3     |
| 5   | 6  | Jean-Pierre Beltoise | Matra        | 65   | + 50.11          | 6            | 2     |
| 6   | 19 | Pedro Rodríguez      | BRM          | 65   | + 1:24.76        | 7            | 1     |
| 7   | 20 | Jackie Oliver        | BRM          | 64   | + 1 Giro         | 13           |       |
| 8   | 17 | John Surtees         | Surtees-Ford | 64   | + 1 Giro         | 15           |       |
| 9   | 7  | Henri Pescarolo      | Matra        | 61   | + 4 Giri         | 11           |       |
| NC  | 23 | Reine Wisell         | Lotus-Ford   | 56   | Non Classificato | 12           |       |
| Ret | 15 | Jack Brabham         | Brabham-Ford | 52   | Motore           | 4            |       |
| Ret | 1  | Jackie Stewart       | Tyrrell-Ford | 33   | Sospensione      | 2            |       |
| Ret | 9  | Peter Gethin         | McLaren-Ford | 27   | Motore           | 10           |       |
| Ret | 16 | Rolf Stommelen       | Brabham-Ford | 15   | Alimentazione    | 17           |       |
| Ret | 2  | François Cevert      | March -Ford  | 8    | Motore           | 9            |       |
| Ret | 14 | Graham Hill          | Lotus-Ford   | 4    | Surriscaldamento | 8            |       |
| Ret | 11 | Jo Siffert           | March-Ford   | 3    | Motore           | 16           |       |
| Ret | 24 | Emerson Fittipaldi   | Lotus-Ford   | 1    | Motore           | 18           |       |

## Statistiche
Piloti
- 6ª vittoria per Jacky Ickx
- 1° pole position per Clay Regazzoni
- Ultimo Gran Premio per Jack Brabham

Costruttori
- 46° vittoria per la Ferrari

Motori
- 46ª vittoria per il motore Ferrari

Giri al comando
- Clay Regazzoni (1)
- Jacky Ickx (2-65)

## Classifiche

### Piloti
| Pos. | Pilota               | Punti |
| ---- | -------------------- | ----- |
| 1    | Jochen Rindt         | 45    |
| 2    | Jacky Ickx           | 40    |
| 3    | Clay Regazzoni       | 33    |
| 4    | Denny Hulme          | 27    |
| 5    | Jackie Stewart       | 25    |
| 6    | Jack Brabham         | 25    |
| 7    | Pedro Rodríguez      | 23    |
| 8    | Chris Amon           | 23    |
| 9    | Jean-Pierre Beltoise | 16    |
| 10   | Emerson Fittipaldi   | 12    |
| 11   | Rolf Stommelen       | 10    |
| 12   | Henri Pescarolo      | 8     |
| 13   | Graham Hill          | 7     |
| 14   | Bruce McLaren        | 6     |
| 15   | Mario Andretti       | 4     |
| 16   | Reine Wisell         | 4     |
| 17   | Ignazio Giunti       | 3     |
| 18   | John Surtees         | 3     |
| 19   | John Miles           | 2     |
| 20   | Johnny Servoz-Gavin  | 2     |
| 21   | Jackie Oliver        | 2     |
| 22   | Dan Gurney           | 1     |
| 23   | François Cevert      | 1     |
| 24   | Peter Gethin         | 1     |
| 25   | Derek Bell           | 1     |

### Costruttori
| Pos. | Team         | Punti |
| ---- | ------------ | ----- |
| 1    | Lotus-Ford   | 59    |
| 2    | Ferrari      | 52    |
| 3    | March-Ford   | 48    |
| 4    | Brabham-Ford | 35    |
| 5    | McLaren-Ford | 35    |
| 6    | BRM          | 23    |
| 7    | Matra        | 23    |
| 8    | Surtees-Ford | 3     |